# Albert Katzenellenbogen

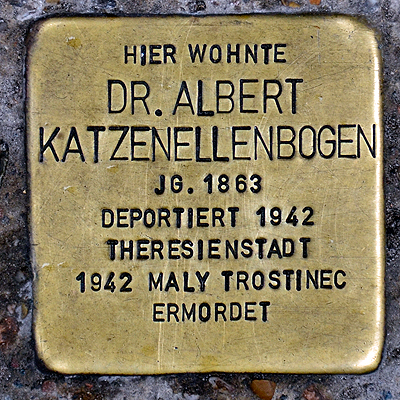
Stolperstein Neue Mainzer Str. 32 Katzenellenbogen Dr. Albert

Albert Katzenellenbogen (* 15. Januar 1863 in Krotoschin; † nach August 1942, ermordet bei Minsk) war ein deutscher Justizrat, der in Bankwesen und Industrie eine bedeutende Rolle spielte.

## Leben
Katzenellenbogen entstammte einer Familie, deren Ursprünge ein amerikanischer Genealoge bereits für das 15. Jahrhundert nachweist und die sich nach ihrem deutschen Herkunftsort nennt. Er war verheiratet mit Cornelia Josephine (Nelly) Katzenellenbogen, geborene Doctor. Seit 1912 lebte das Ehepaar in Königstein im Taunus im „Oelmühlweg“, wo unter gleicher Adresse auch als Nachbarn Albert Ullmann und Oskar Kohnstamm ansässig waren.
Der studierte Jurist war ab Oktober 1891 in Frankfurt am Main als Rechtsanwalt zugelassen und im Juli 1912 erfolgte seine Ernennung zum Justizrat.
Katzenellenbogen gehörte leitenden Gremien von Banken, Textilfirmen und Chemiekonzernen in verschiedenen deutschen Städten an. Als Vorstandsvorsitzender lenkte er u. a. die Geschicke der Mitteldeutschen Creditbank (Commerz- und Privat-Bank in Frankfurt). 1895 wurde er Syndikus der Bank, 1897 Mitglied im Direktorium und 1903 wurde er Mitglied im Vorstand.
Nach der Entstehung der Commerzbank war Katzenellenbogen dort von 1929 bis 1930 im Vorstand und anschließend bis 1937 im Aufsichtsrat.
Mit Beginn der Zeit des Nationalsozialismus war Katzenellenbogen noch kurzzeitig als Altanwalt tätig, bis er im Oktober 1935 selbst auf seine Zulassung als Rechtsanwalt verzichtete.
Das Eigentum der Familie Katzenellenbogen wurde 1940 zur Arisierung ausgeschrieben. Auf dem Restitutionsweg ist es 1946 wieder als Familieneigentum an ihre Nachkommen übergegangen.
Katzenellenbogen wurde am 18. August 1942 von Frankfurt am Main aus ins Ghetto Theresienstadt deportiert und wurde am 25. August 1942 mit dem Transport „Bc-942“ in dem Vernichtungslager Maly Trostinez umgebracht. Seine Ehefrau war am 19. April an den Folgen eines Schlaganfalls verstorben. Der Schlaganfall verhinderte die Auswanderung der Familie. Aus der Ehe sind die Kinder Grete Helene, Marta Sofie (1897–1984) und der Kunsthistoriker Adolf Katzenellenbogen (1901–1964) hervorgegangen. Die gemeinsame Tochter Grete Helene (* 1893), Schwiegertochter von Otto Berndt, ist am 22. März 1944 als Zwangsarbeiterin in Frankfurt am Main umgekommen. Die Familiengrabstätte befindet sich auf dem Hauptfriedhof Frankfurt.